# Liste der Naturdenkmale in Hambrücken
| Naturdenkmale | Anzahl |
| ------------- | ------ |
| FND           | 0      |
| END           | 1      |
| Gesamt        | 1      |

Die Liste der Naturdenkmale in Hambrücken nennt die verordneten Naturdenkmale (ND) der im baden-württembergischen Landkreis Karlsruhe liegenden Gemeinde Hambrücken. In Hambrücken gibt es insgesamt ein als Naturdenkmal geschütztes Objekt, ein Einzelgebilde-Naturdenkmal (END). Es gibt kein flächenhaftes Naturdenkmal (FND).
Stand: 31. Oktober 2016.

## Einzelgebilde (END)
| Name                       | Bild | Kennung     | Einzelheiten | Position | Fläche Hektar | Datum        |
| -------------------------- | ---- | ----------- | ------------ | -------- | ------------- | ------------ |
| 4 Roßkastanien im Friedhof |      | 82150290001 | Hambrücken   | ⊙        | 0,0           | 9. März 1987 |
| Legende für Naturdenkmal   |      |             |              |          |               |              |